# Racławki (województwo pomorskie)
Racławki – wieś w Polsce położona w województwie pomorskim, w powiecie chojnickim, w gminie Chojnice.
Wieś opodal linii kolejowej Chojnice-Tuchola - stacja kolejowa Racławki i przy trasie drogi wojewódzkiej nr 240. Połączenie z centrum Chojnic umożliwiają autobusy komunikacji miejskiej (linia nr 2).
W latach 1975–1998 miejscowość położona była w województwie bydgoskim.
Wieś stanowi sołectwo gminy Chojnice.